# Pogonioefferia clementei
Pogonioefferia clementei là một loài ruồi trong họ Asilidae. Pogonioefferia clementei được Wilcox & Martin miêu tả năm 1945.